# Station Humboldthain
Humboldthain is een station van de S-Bahn van Berlijn, gelegen aan de rand van het Volkspark Humboldthain in het Berlijnse stadsdeel Gesundbrunnen. Het station maakt deel uit van de noord-zuidverbinding van het S-Bahnnet en werd geopend op 31 januari 1935.
Het door elektrificatie van stads- en voorstadsspoorlijnen in de jaren twintig en dertig van de twintigste eeuw ontstane S-Bahnnet beschikte weliswaar over een doorgaande oost-westverbinding, de Stadtbahn, maar de noordelijke en zuidelijke lijnen eindigden nog altijd in kopstations aan de rand van het centrum. In 1934 begon men daarom met de bouw van een noord-zuidverbinding, die vanwege de dichte bebouwing in de binnenstad ondergronds werd aangelegd. De eigenlijke tunnel begint net voor het voormalige Stettiner Bahnhof (tegenwoordig Nordbahnhof), maar op het bovengrondse, parallel aan de Stettiner Bahn verlopende traject tussen de ring en de tunnelingang bouwde men ook een nieuw station: Humboldthain. Op 31 januari 1935 stopten hier de eerste S-Bahntreinen, die op dat moment nog in het Stettiner Bahnhof eindigden. Anderhalf jaar later konden de treinen via de tunnel doorrijden tot station Unter den Linden (nu Brandenburger Tor) in het hart van de stad en in 1939 was de doorgaande noord-zuidverbinding gereed.
Station Humboldthain werd zoals de overige stations in de noord-zuidtunnel in de stijl van de nieuwe zakelijkheid ontworpen door architect Richard Brademann. Aan de Wiesenstraße, die de sporen op een viaduct kruist, verrees een zevenhoekige stationshal, van waaruit trappen naar het eilandperron leiden.
In april 1945 moest het station wegens oorlogshandelingen gesloten worden. Na de oorlog werd de dienst korte tijd met stoomtreinen uitgevoerd. Aangezien de noord-zuidtunnel begin mei 1945 ter hoogte van het Landwehrkanaal was opgeblazen en onder water was komen te staan, was doorgaand noord-zuidverkeer pas weer eind 1946 mogelijk.
Na de bouw van de Muur in 1961 werd Humboldthain het laatste station van de noord-zuidverbinding in West-Berlijn. Treinen van de West-Berlijnse S-Bahn reden vanaf hier verder onder Oost-Berlijns grondgebied, zonder op de tussengelegen stations te stoppen. Na de transitrit keerden de treinen bij het Anhalter Bahnhof, ten zuiden van het historische centrum, terug in West-Berlijn. Begin 1984 moest het station korte tijd zijn deuren sluiten, nadat het stadsvervoerbedrijf BVG de exploitatie van het westelijke S-Bahnnet had overgenomen van de Oost-Duitse spoorwegen. Na de hereniging en de heropening van de Oost-Berlijnse spookstations in 1990 volgde een sanering van de noord-zuidtunnel, waardoor station Humboldthain wederom een klein jaar gesloten was.